# Ruth Eder

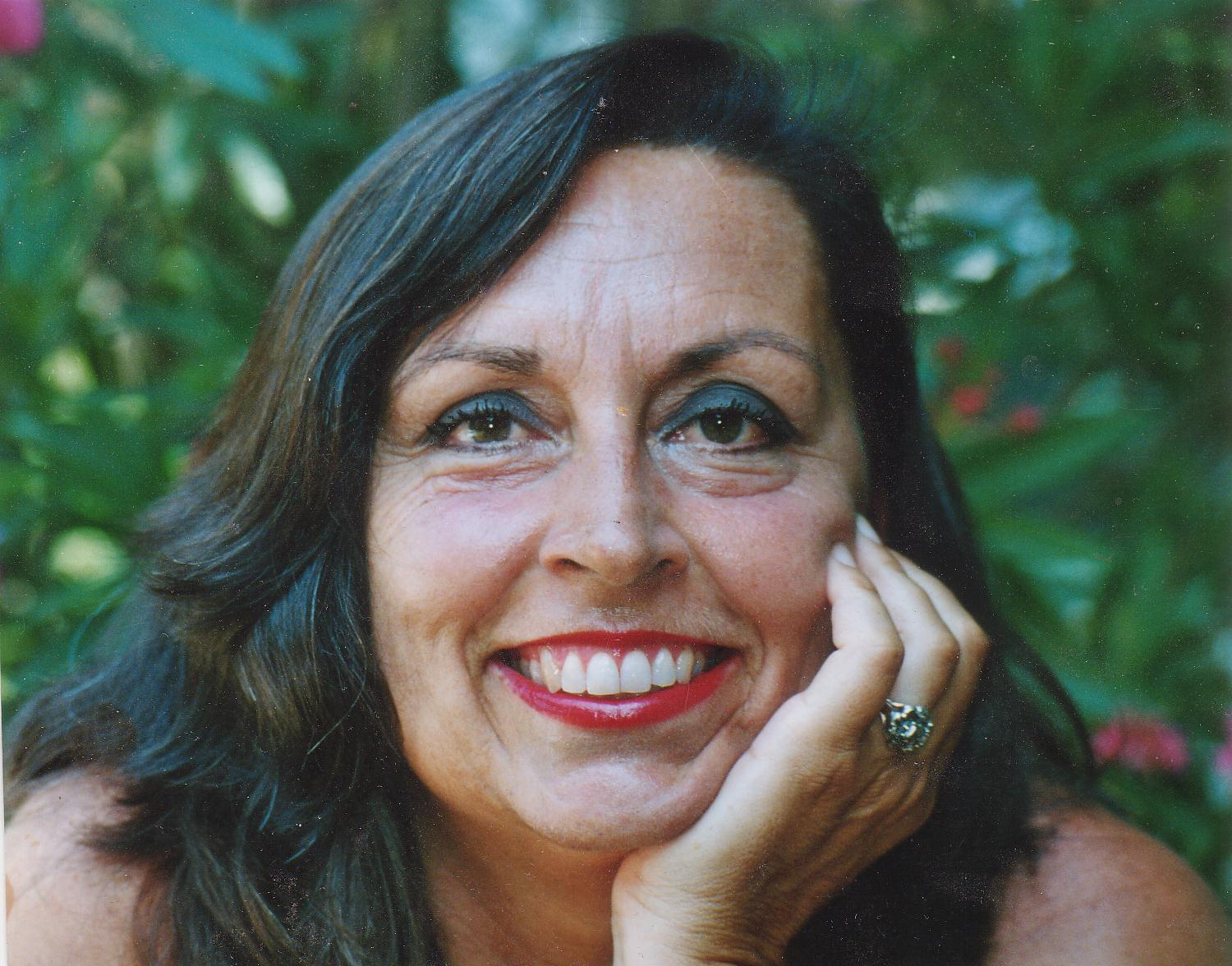
Ruth Eder

Ruth Eder (* 1947 in Stuttgart) ist eine deutschsprachige Schriftstellerin und Journalistin.

## Leben
Ruth Eder hat rumäniendeutsche Wurzeln und verbrachte ihre Jugend bis zum Abitur in Stuttgart. Danach studierte sie in München Germanistik und Theatergeschichte und lebte dort mit ihrem ersten Mann, einem US-Piloten, zusammen. 1974 schloss sie das Studium mit der Magisterprüfung ab. In dieser Zeit war sie auch als Schauspielerin, Autorin und Regieassistentin bei Theater, Film, Zeitungen und Fernsehen tätig.
Nach dem Studienabschluss und langen USA-Aufenthalten arbeitete sie als Volontärin (Münchner Merkur) und Redakteurin bei tz, Münchner Abendzeitung (AZ) und schließlich als Leitende Redakteurin beim Münchner Lifestyle-Magazin Ambiente. Ab der Geburt ihrer Tochter und zweiter Heirat mit einem Kollegen 1981 machte sie sich als freie Autorin, Reporterin und Kolumnistin bei Zeitungen, Zeitschriften und Online-Magazinen selbständig (AZ, TZ, Die Zeit, Süddeutsche Zeitung, Cosmopolitan, 'Harper’s Bazaar, www.womenweb.de).
Seit 1990 schreibt sie vor allem Sachbücher, Romane und Erzählungen. Sie ist geschieden und lebt bei München.

## Veröffentlichungen (Auswahl)

### Sachbücher
- Ich spür noch immer ihre Hand. Wie Frauen den Tod ihrer Mutter bewältigen. Herder Verlag, Freiburg im Breisgau 2007, ISBN 978-3-451-05821-9 (Erstausgabe 1996).
- Dauernd ist sie beleidigt. Wie Töchter und Mütter gut durch die Pubertät kommen. Herder Verlag, Freiburg im Breisgau/Basel/Wien 2002, ISBN 3-451-34014-3.
- Ich helfe dir, dich selbst zu schützen. Kinder stark machen gegen sexuelle Übergriffe. Herder Verlag, Freiburg im Breisgau/Basel/Wien 2002, ISBN 3-451-05220-2.
- Endlich leben wie ich will Frauen in der Lebensmitte. Herder Verlag, Freiburg im Breisgau/Basel/Wien 1999, ISBN 3-451-05511-2.
- Jeder lebt sein Leben und doch sind wir zusammen. Die Teilzeit-Ehe. Goldmann, München 1990, ISBN 3-442-11682-1.

### Romane
- Die Glocken von Kronstadt: ein Siebenbürgen-Roman. Weltbild Verlag, Augsburg 2013, ISBN 978-3-863-65483-2.
- Älternabend. Weltbild Verlag, Augsburg 2015, ISBN 978-3-863-65628-7.
- Altweibersommer. Editionnova, Köln 2015, OCLC 947119776.